# 김홍익
김홍익(金弘翼, 1581년 ~ 1636년)은 조선의 문신이다. 본관은 경주(慶州)이며, 자는 익지(翼之), 호는 묵재(默齋)이다.
1614년(광해군 6) 사마시에 합격하여 관직에 진출하였다. 1628년(인조 6)에는 의금부도사가 되었으며, 1630년(인조 8)에 장악원직장이 되었다. 1631년(인조 9) 감찰을 지내고, 1632년(인조 10) 공조좌랑을 거쳐 연산현감이 되었다.
1636년(인조 14)에 병자호란이 일어나자 관찰사 정세규(鄭世規)의 모병 소식을 듣고 의병 2,400여명을 모집하였다. 의병을 이끌고 수원산성에 이르렀으나 감찰사와 논의한 끝에 다시 남한산성으로 가던 중 쌍령(雙嶺)에서 적병을 맞이하여 전투를 벌이다 적이 쏜 화살에 맞아 순절하였다. 사후에 조정에서 좌승지와 이조판서를 증직하였으며, 1741년(영조 17)에는 정려를 하사하였다. 1794년(정조 18)에는 충민(忠愍)이라는 시호가 내려졌으며, 논산시 부적면 충곡리에 있는 충곡서원에 배향되었다. 저서로는 <묵재실기(默齋實紀)> 3권 1책이 전해지고 있다.

## 가족 관계
- 증조부 : 김연(金堧)
  - 할아버지 : 김호윤(金好尹)
    - 아버지 : 김적(金積)
    - 어머니 : 최원지(崔遠之, 화순최씨)의 딸
      - 동생 : 김홍량(金弘亮)
      - 동생 : 김홍필(金弘弼)
      - 동생 : 김홍립(金弘立)
      - 동생 : 김홍욱(金弘郁)
      - 부인 : 오정(吳靖)의 딸